# Torino Calcio 1998-1999
Questa voce raccoglie le informazioni riguardanti il Torino Calcio nelle competizioni ufficiali della stagione 1998-1999.

## Divise e sponsor
Nel 1998-1999, il Torino ebbe come sponsor tecnico Kelme, mentre lo sponsor principale fu SDA.
| Casa | Trasferta | Terza divisa |

## Società
- Presidente:
  - Massimo Vidulich
- Vice presidente:
  - Roberto Regis Milano
- Direttore generale:
  - Renato Bodi
- Amministratore delegato:
  - Davide Palazzetti
- Segretario generale:
  - Federico Bonetto

- Addetto stampa:
  - Gabriele Chiuminatto
- Direttore sportivo:
  - Luigi Pavarese
- Team manager:
  - Roberto Cravero
- Allenatore:
  - Emiliano Mondonico

## Rosa

Luca Bucci, nuovo numero uno granata e tra i maggiori protagonisti della promozione.

| N. |                   | Ruolo | Calciatore          |
| -- | ----------------- | ----- | ------------------- |
| 1  | Italia (bandiera) | P     | Luca Bucci          |
| 2  | Italia (bandiera) | D     | Mirko Cudini        |
| 3  | Italia (bandiera) | D     | Stefano Mercuri     |
| 4  | Italia (bandiera) | D     | Lorenzo Minotti     |
| 5  | Italia (bandiera) | D     | Roberto Maltagliati |
| 6  | Italia (bandiera) | D     | Mauro Bonomi        |
| 7  | Italia (bandiera) | C     | Massimo Ficcadenti  |
| 8  | Italia (bandiera) | A     | Gianluigi Lentini   |
| 9  | Italia (bandiera) | A     | Marco Ferrante      |
| 10 | Italia (bandiera) | C     | Massimo Brambilla   |
| 11 | Italia (bandiera) | A     | Edoardo Artistico   |
| 12 | Italia (bandiera) | P     | Luca Pastine        |
| 13 | Italia (bandiera) | C     | Antonino Asta       |
| 14 | Italia (bandiera) | C     | Alessio Scarchilli  |
| 15 | Italia (bandiera) | C     | Fabio Tricarico     |
| 16 | Italia (bandiera) | C     | Giuseppe Scienza    |
| 17 | Italia (bandiera) | A     | Sergio Pellissier   |

| N. |                    | Ruolo | Calciatore         |
| -- | ------------------ | ----- | ------------------ |
| 17 | Italia (bandiera)  | C     | Franco Semioli     |
| 18 | Italia (bandiera)  | C     | Massimo Crippa     |
| 19 | Italia (bandiera)  | C     | Vincenzo Sommese   |
| 20 | Italia (bandiera)  | C     | Marco Sanna        |
| 21 | Italia (bandiera)  | C     | Pietro Parente     |
| 22 | Italia (bandiera)  | P     | Fabrizio Casazza   |
| 23 | Italia (bandiera)  | D     | Stefano Fattori    |
| 24 | Italia (bandiera)  | D     | Gianluca Comotto   |
| 25 | Italia (bandiera)  | D     | Andrea Citterio    |
| 26 | Uruguay (bandiera) | A     | Rodrigo Lopez      |
| 27 | Uruguay (bandiera) | C     | Pablo Gaglianone   |
| 28 | Italia (bandiera)  | D     | Alessandro Pedroni |
| 29 | Italia (bandiera)  | D     | Carlo Sassarini    |
| 30 | Italia (bandiera)  | C     | Roberto Bacci      |
| 31 | Italia (bandiera)  | P     | Stefano Sorrentino |
| 32 | Italia (bandiera)  | A     | Nunzio Lazzaro     |

## Calciomercato

### Sessione estiva
| Acquisti | Acquisti            | Acquisti         | Acquisti      |
| R.       | Nome                | da               | Modalità      |
| -------- | ------------------- | ---------------- | ------------- |
| P        | Stefano Sorrentino  | Juventus         | definitivo    |
| D        | Marco Andreotti     | Castel di Sangro | fine prestito |
| D        | Roberto Bacci       | Modena           | fine prestito |
| D        | Mirko Cudini        | Salernitana      | definitivo    |
| D        | Alessandro Pedroni  | Monza            | fine prestito |
| D        | Carlo Sassarini     | Bari             | definitivo    |
| D        | Alessandro Scarponi | Fidelis Andria   | fine prestito |
| C        | Massimo Crippa      | Parma            | definitivo    |
| C        | Pablo Gaglianone    | River Plate (M)  | definitivo    |
| C        | Pietro Parente      | Reggiana         | definitivo    |
| C        | Tamás Sándor        | Gençlerbirliği   | fine prestito |
| C        | Marco Sanna         | Cagliari         | definitivo    |
| C        | Alessio Scarchilli  | Sampdoria        | definitivo    |
| C        | Giuseppe Scienza    | Piacenza         | definitivo    |
| A        | Edoardo Artistico   | Salernitana      | definitivo    |
| A        | Rodrigo Lopez       | River Plate (M)  | definitivo    |

| Cessioni | Cessioni            | Cessioni           | Cessioni      |
| R.       | Nome                | a                  | Modalità      |
| -------- | ------------------- | ------------------ | ------------- |
| P        | Pablo Malinarich    | Savoia             | definitivo    |
| P        | Gabriele Paoletti   | Modena             | prestito      |
| D        | Marco Andreotti     | Arezzo             | prestito      |
| D        | Roberto Cravero     |                    | fine carriera |
| D        | Alex Negro Frer     | Benevento          | prestito      |
| D        | Alessandro Pedroni  | Varese             | prestito      |
| D        | Vittorio Pusceddu   |                    | fine carriera |
| D        | Alessandro Scarponi | Reggiana           | prestito      |
| C        | Giuseppe Alessi     | Savoia             | prestito      |
| C        | Riccardo Corallo    | Varese             | definitivo    |
| C        | Anthony Dorigo      | Derby County       | definitivo    |
| C        | Piero Lo Gatto      | Fidelis Andria     | definitivo    |
| C        | Carmine Nunziata    | Brescia            | definitivo    |
| C        | Tamás Sándor        | Beitar Gerusalemme | definitivo    |
| A        | Marco Carparelli    | Empoli             | definitivo    |
| A        | Felice Foglia       | Lucchese           | prestito      |
| A        | Sergio Pellissier   | Varese             | comproprietà  |
| A        | Simone Tiribocchi   | Savoia             | prestito      |

## Risultati

### Serie B

#### Girone di andata
| Arbitro: | Strazzera (Trapani) |

|                                   |           |                                   |
| Pizzi 8’, 63’ (rig.) Galletti 41’ | Marcatori | 9’ Scarchilli 75’ (rig.) Ferrante |

| Arbitro: | Serena (Bassano del Grappa) |

|                                      |           |  |
| Scienza 71’ Ferrante 75’ (rig.), 80’ | Marcatori |  |

| Arbitro: | Sirotti (Forlì) |

|                       |           |                     |
| Fabris 29’ Tiberi 93’ | Marcatori | 77’ (rig.) Ferrante |

| Arbitro: | Preschern (Mestre) |

|                     |           |  |
| Ferrante 85’ (rig.) | Marcatori |  |

| Arbitro: | Nucini (Bergamo) |

|          |           |             |
| Sesa 11’ | Marcatori | 56’ Parente |

| Arbitro: | Dagnello (Trieste) |

|                         |           |  |
| Bonomi 19’ Ferrante 52’ | Marcatori |  |

| Arbitro: | Bertini (Arezzo) |

|                                     |           |  |
| Asta 45’ Artistico 53’ Ferrante 75’ | Marcatori |  |

| Arbitro: | Cardella (Torre del Greco) |

|  |           |             |
|  | Marcatori | 93’ Fattori |

| Arbitro: | Rossi (Ciampino) |

|  |           |                             |
|  | Marcatori | 75’ Ferrante 85’ Scarchilli |

| Arbitro: | Bertini (Arezzo) |

|                      |           |                              |
| Artistico 66’ (rig.) | Marcatori | 2’ Esposito 84’ (rig.) Gelsi |

| Arbitro: | Bertini (Arezzo) |

|               |           |               |
| Cimarelli 33’ | Marcatori | 86’ Artistico |

| Arbitro: | Rossi (Ciampino) |

|                       |           |            |
| Ferrante 34’ Asta 68’ | Marcatori | 70’ Caccia |

| Napoli 5 dicembre 1998, ore 14:30 UTC+1 13ª giornata | Napoli            | 0 – 0 | Torino | Stadio San Paolo (37.970 spett.)\| Arbitro: \| Guiducci (Arezzo) \| |
| Arbitro:                                             | Guiducci (Arezzo) |       |        |                                                                     |

| Arbitro: | Serena (Bassano del Grappa) |

|                                                    |           |             |
| Lentini 20’ Ferrante 43’ (rig.) Marasco 76’ (aut.) | Marcatori | 15’ Guidoni |

| Arbitro: | Pin (Conegliano Veneto) |

|  |           |              |
|  | Marcatori | 61’ Ferrante |

| Torino 6 gennaio 1999, ore 14:30 UTC+1 16ª giornata | Torino          | 0 – 0 | Treviso | Stadio delle Alpi (25.877 spett.)\| Arbitro: \| Fausti (Milano) \| |
| Arbitro:                                            | Fausti (Milano) |       |         |                                                                    |

| Arbitro: | Paparesta (Bari) |

|                               |           |          |
| Fattori 17’ (aut.) Hubner 62’ | Marcatori | 50’ Asta |

| Arbitro: | Bonfrisco (Monza) |

|                          |           |  |
| Lentini 11’ Ferrante 29’ | Marcatori |  |

| Arbitro: | Branzoni (Pavia) |

|                |           |  |
| Giacchetta 32’ | Marcatori |  |

#### Girone di ritorno
| Arbitro: | Cardella (Torre del Greco) |

|                                                                             |           |                                       |
| Ferrante 15’ (rig.), 45’ (rig.) Scienza 47’ Crippa 56’ Artistico 70’ (rig.) | Marcatori | 29’, 90’ Ghirardello 76’ (rig.) Pizzi |

| Arbitro: | Dagnello (Trieste) |

|            |           |  |
| Sotgia 88’ | Marcatori |  |

| Torino 14 febbraio 1999, ore 15:00 UTC+1 22ª giornata | Torino           | 0 – 0 | Ternana | Stadio delle Alpi (13.919 spett.)\| Arbitro: \| Bertini (Arezzo) \| |
| Arbitro:                                              | Bertini (Arezzo) |       |         |                                                                     |

| Arbitro: | Guiducci (Arezzo) |

|          |           |                            |
| Jabov 5’ | Marcatori | 22’ Ferrante 45’ Tricarico |

| Arbitro: | Cardella (Torre del Greco) |

|                                        |           |                   |
| Ferrante 31’ (rig.) Artistico 53’, 60’ | Marcatori | 62’ (rig.) Casale |

| Arbitro: | Cardella (Torre del Greco) |

|  |           |                                 |
|  | Marcatori | 71’ (aut.) Frezza 75’ Artistico |

| Arbitro: | Preschern (Mestre) |

|             |           |  |
| Di Muri 88’ | Marcatori |  |

| Arbitro: | Nucini (Bergamo) |

|                                   |           |           |
| Sassarini 29’ Ferrante 53’ (rig.) | Marcatori | 12’ Guzzo |

| Arbitro: | Paparesta (Bari) |

|                                                 |           |                             |
| Ferrante 33’ (rig.), 66’ (rig.) Maltagliati 71’ | Marcatori | 4’, 24’ Topic 16’ Cristiano |

| Arbitro: | Strazzera (Trapani) |

|                       |           |              |
| Luiso 2’ Esposito 87’ | Marcatori | 43’ Ferrante |

| Arbitro: | Nucini (Bergamo) |

|                         |           |  |
| Bonomi 14’ Ferrante 38’ | Marcatori |  |

| Arbitro: | Fausti (Milano) |

|             |           |  |
| Carrera 28’ | Marcatori |  |

| Arbitro: | Dagnello (Trieste) |

|                              |           |                          |
| Bonomi 35’ Ferrante 39’, 93’ | Marcatori | 2’ Shalimov 70’ Esposito |

| Verona 9 maggio 1999, ore 16:00 UTC+2 33ª giornata | Verona                  | 0 – 0 | Torino | Stadio Marcantonio Bentegodi (16.266 spett.)\| Arbitro: \| Pin (Conegliano Veneto) \| |
| Arbitro:                                           | Pin (Conegliano Veneto) |       |        |                                                                                       |

| Arbitro: | Bonfrisco (Monza) |

|                |           |                           |
| Scarchilli 45’ | Marcatori | 5’ Salvetti 21’ Comandini |

| Treviso 23 maggio 1999, ore 16:30 UTC+2 35ª giornata | Treviso             | 0 – 0 | Torino | Stadio Omobono Tenni (16.266 spett.)\| Arbitro: \| Strazzera (Trapani) \| |
| Arbitro:                                             | Strazzera (Trapani) |       |        |                                                                           |

| Arbitro: | Castellani (Verona) |

|                                 |           |            |
| Sommese 47’ Ferrante 74’ (rig.) | Marcatori | 84’ Hubner |

| Arbitro: | Treossi (Forlì) |

|             |           |                                                    |
| Mercier 52’ | Marcatori | 10’ Sommese 45’ Lentini 74’ Ferrante 86’ Artistico |

| Arbitro: | Bettin (Padova) |

|              |           |                              |
| Ferrante 62’ | Marcatori | 28’ (rig.) Cozza 65’ Martino |

### Coppa Italia

#### Primo turno
| Arbitro: | Sirotti (Forlì) |

|           |           |                     |
| Memmo 38’ | Marcatori | 96’ (rig.) Ferrante |

| Arbitro: | Pin (Conegliano Veneto) |

|                                 |           |          |
| Scienza 17’ Ferrante 43’ (rig.) | Marcatori | 8’ Asara |

#### Secondo turno
| Arbitro: | Collina (Viareggio) |

|                          |           |  |
| Ferrante 12’, 36’ (rig.) | Marcatori |  |

| Arbitro: | Braschi (Prato) |

|                                  |           |  |
| Helveg 54’ Weah 57’ Bierhoff 87’ | Marcatori |  |

## Statistiche

### Statistiche di squadra
| Competizione | Punti | In casa | In casa | In casa | In casa | In casa | In casa | In trasferta | In trasferta | In trasferta | In trasferta | In trasferta | In trasferta | Totale | Totale | Totale | Totale | Totale | Totale | DR  |
| Competizione | Punti | G       | V       | N       | P       | Gf      | Gs      | G            | V            | N            | P            | Gf           | Gs           | G      | V      | N      | P      | Gf     | Gs     | DR  |
| ------------ | ----- | ------- | ------- | ------- | ------- | ------- | ------- | ------------ | ------------ | ------------ | ------------ | ------------ | ------------ | ------ | ------ | ------ | ------ | ------ | ------ | --- |
| Serie B      | 65    | 19      | 13      | 3       | 3       | 39      | 19      | 19           | 6            | 5            | 8            | 19           | 17           | 38     | 19     | 8      | 11     | 58     | 36     | +22 |
| Coppa Italia | -     | 2       | 2       | 0       | 0       | 4       | 1       | 2            | 0            | 1            | 1            | 1            | 4            | 4      | 2      | 1      | 1      | 5      | 5      | 0   |
| Totale       | -     | 21      | 15      | 3       | 3       | 43      | 20      | 21           | 6            | 6            | 9            | 20           | 21           | 42     | 21     | 9      | 12     | 63     | 41     | +22 |

### Statistiche dei giocatori
| Giocatore      | Serie B  | Serie B | Coppa Italia | Coppa Italia | Totale   | Totale |
| Giocatore      | Presenze | Reti    | Presenze     | Reti         | Presenze | Reti   |
| -------------- | -------- | ------- | ------------ | ------------ | -------- | ------ |
| E. Artistico   | 26       | 8       | 4            | 0            | 30       | 8      |
| A. Asta        | 33       | 3       | 1            | 0            | 34       | 3      |
| M. Bonomi      | 33       | 3       | 3            | 0            | 36       | 3      |
| M. Brambilla   | 12       | 0       | 0            | 0            | 12       | 0      |
| L. Bucci       | 20       | -19     | 4            | -5           | 24       | -24    |
| F. Casazza     | 7        | -8      | 0            | -0           | 7        | -8     |
| G. Comotto     | 8        | 0       | 3            | 0            | 11       | 0      |
| M. Crippa      | 7        | 1       | 2            | 0            | 9        | 1      |
| M. Cudini      | 23       | 0       | 1            | 0            | 24       | 0      |
| S. Fattori     | 35       | 1       | 4            | 0            | 39       | 1      |
| M. Ferrante    | 36       | 26      | 4            | 4            | 40       | 30     |
| M. Ficcadenti  | 15       | 0       | 2            | 0            | 17       | 0      |
| P. Gaglianone  | 1        | 0       | 0            | 0            | 1        | 0      |
| G. Lentini     | 35       | 3       | 4            | 0            | 39       | 3      |
| R. Lopez       | 8        | 0       | 0            | 0            | 8        | 0      |
| R. Maltagliati | 31       | 1       | 4            | 0            | 35       | 1      |
| S. Mercuri     | 8        | 0       | 1            | 0            | 9        | 0      |
| L. Minotti     | 2        | 0       | 0            | 0            | 2        | 0      |
| P. Parente     | 14       | 1       | 3            | 0            | 17       | 1      |
| L. Pastine     | 12       | -8      | 0            | -0           | 12       | -8     |
| S. Pellissier  | 0        | 0       | 1            | 0            | 1        | 0      |
| M. Sanna       | 25       | 0       | 4            | 0            | 29       | 0      |
| C. Sassarini   | 28       | 1       | 0            | 0            | 28       | 1      |
| A. Scarchilli  | 35       | 3       | 4            | 0            | 39       | 3      |
| G. Scienza     | 31       | 2       | 3            | 1            | 34       | 3      |
| F. Semioli     | 2        | 0       | 0            | 0            | 2        | 0      |
| V. Sommese     | 16       | 2       | 0            | 0            | 16       | 2      |
| S. Sorrentino  | 1        | -1      | 0            | -0           | 1        | -1     |
| F. Tricarico   | 27       | 1       | 4            | 0            | 31       | 1      |

## Giovanili

### Piazzamenti
- Primavera:
  - Campionato: ?
  - Coppa Italia: vincitore
  - Torneo di Viareggio: quarti di finale
- Berretti:
  - Campionato: ?
- Allievi Nazionali:
  - Torneo Città di Arco: ?